# 矮小矢车菊
矮小矢车菊（学名：Centaurea sibirica）是菊科矢车菊属的植物。其种加词“sibirica”意为“西伯利亚的”。分布于欧洲东部、俄罗斯以及中国大陆的新疆自治区等地，常生于冲积扇和干旱山坡，目前已由人工引种栽培。